# Forum Gitarre Wien
Das Forum Gitarre Wien ist ein internationales Musikfestival mit Musikwettbewerb in Wien. Es findet seit 1992 statt und hat sich zu einem der bedeutendsten, prestigeträchtigsten und renommiertesten Gitarre-Festivals in Europa entwickelt.
Die Veranstaltung beinhaltet einwöchige Meisterkurse, geleitet von internationalen Gitarristen, tägliche Konzerte und einen internationalen Gitarrenwettbewerb. Außerdem finden Vorträge und Workshops statt. Begleitet wird das Musikfestival von einer Instrumentenausstellung zahlreicher renommierten Gitarrenbauer sowie einer Noten- und Buchausstellung mit Musikverlagen wie Musikverlag Doblinger, Joachim Trekel und Chanterelle.

## Geschichte
Das Forum Gitarre Wien wurde von den Gitarristen Jorgos Panetsos und Gerald Smrzek gegründet und fand zum ersten Mal vom 13. bis 19. September 1992 in der Kartause Mauerbach statt. Die österreichische Gitarristin und Hochschulprofessorin Luise Walker und Dieter Kreidler aus Deutschland gaben Einzel- und Seminarunterricht. 1993 und 1994 fand das Forum Gitarre im Palais Rasumofsky in Wien statt, 1995 und 1996 wechselten die Organisatoren ins Palais Wittgenstein, das Palais Pálffy war 1997 Veranstaltungsort des Gitarrefestivals und seit 1998 findet das Forum Gitarre im Prayner Konservatorium für Musik und Dramatische Kunst in Wien statt. Seit 2018 ist auch das Wiener Konzerthaus Veranstaltungsort.
Es fand durch das hohe künstlerische Niveau bald auch internationale Anerkennung. Inzwischen ist es das größte Festival für klassische Gitarre in Österreich.

## Teilnehmende Gitarrenbauer (Auswahl)
Zahlreiche Gitarrenbauer präsentieren ihre Meister-Instrumente, die oft auch als Preise für den Wettbewerb gestiftet werden.
- Constantin Dumitriu (Rumänien)
- Hans-Peter Bamberger (Österreich)
- Leszek Gajdzik (Österreich)
- Lukas Giefing (Österreich)
- Armin & Mario Gropp (Deutschland)
- Nikolaus Wollf (Deutschland)
- Robert Bernstein (Österreich)
- Tobias Braun (Österreich)
- Bernd Holzgruber (Österreich)
- Matthias Tilzer (Österreich)
- Frank Peter Dietrich (Deutschland)
- Karl Heinz Römmich (Deutschland)
- Urs Langenbacher (Deutschland)
- Claus Voigt (Deutschland)
- Christoph Sembdner (Deutschland)
- Alkis Efthimiadis (Griechenland)
- Yuichi Imai (Japan)
- Masaki Sakurai (Japan)
- Herve Chouard (Frankreich)
- Pepe Toldo (Schweiz)
- Stefan Nitschke (Deutschland)
- Daniel Zucali (Österreich)

## Teilnehmende Gitarristen (Auswahl)
Bedeutende Gitarristen und Ensembles aus aller Welt haben bis jetzt Konzerte und Meisterkurse gegeben:
- Amadeus Duo (Kanada / Deutschland)
- Roberto Aussel (Argentinien)
- Ahmed Baluch (Österreich)
- Aniello Desiderio (Italien)
- Stephan Beck (Deutschland)
- Szymon Blaszynski (Polen)
- Carlos Bonell (England)
- Edoardo Catemario (Italien)
- Merengue de Córdoba (Spanien)
- Costas Cotsiolis (Griechenland)
- Aniello Desiderio (Italien)
- Massimo Dele Cese (Italien)
- Campbell Diamond (Australien)
- Zoran Dukic (Kroatien)
- Gruber & Maklar (Deutschland)
- Marcin Dylla (Polen)
- Joszef Eötvös (Ungarn)
- Hugo Geller (Argentinien)
- Herold Gretton (Australien)
- Olaf Van Gonnissen (Deutschland)
- Vladimir Gorbach (Russland)
- Gen Hasegawa (Japan)
- Tal Hurwitz (Israel)
- Jürgen Hübscher (Schweiz)
- Helmut Jasbar (Österreich)
- Ema Kapor (Serbien)
- Oman Kaminsky (Mexiko)
- Dale Kavanagh (Kanada)
- Hubert Käppel (Deutschland)
- Leon Koudelak (Liechtenstein)
- Dieter Kreidler (Deutschland)
- Goran Krivokapic (Montenegro)
- Irina Kulikova (Russland)
- Michael Langer (Österreich)
- Carlo Marchione (Italien)
- Pablo Marquez (Argentinien)
- Johannes Monno (Deutschland)
- Thomas Müller-Pering (Deutschland)
- Alexis Muzurakis (Griechenland)
- Martin Myslivecek (Tschechien)
- Thomas Offermann (Deutschland)
- Jorgos Panetsos (Griechenland/Österreich)
- Kyhuee Park (Südkorea)
- Carlos Pérez (Chile)
- Samuel Toro Pérez (Österreich)
- Alvaro Pierri (Uruguay)
- Petra Polackova (Tschechien)
- Carles Pons (Spanien)
- Susana Prieto (Spanien)
- Konrad Ragossnig (Österreich)
- Petr Saidl (Tschechien)
- Pavel Steidl (Tschechien)
- Jaume Torrent (Spanien)
- Michael Tröster (Deutschland)
- Sabrina Vlaskalic (Serbien)
- Luise Walker (Österreich)
- Leo Witoszynskyj (Österreich)
- Stephan Wolke (Deutschland)
- Walter Würdinger (Österreich)
- Fabio Zanon (Brasilien)
- Dagmar und Josef Zsapka (Slowakei)
- Brigitte Zaczek (Österreich)

## Preisträger
Der Wettbewerb ist wesentlicher Bestandteil des Forum Gitarre Wien. Zu den Preisträgern des Forum Gitarre Wien zählten bisher folgende Gitarristen:
- 1996: Armin Egger (Österreich)
- 1998: Michael Öttl (Österreich)
- 2000: Carlos Pérez (Chile)
- 2001: Marcin Dylla (Polen)
- 2002: Fotis Koutsothodoros (Griechenland)
- 2003: Roman Viazovskiy (Ukraine)
- 2004: Thibault Cauvin (Frankreich)
- 2005: András Csaki (Ungarn)
- 2006: Gabriel Bianco (Frankreich)
- 2007: Harold Gretton (Australien)
- 2008: Irina Kulikova (Russland)[10]
- 2009: kein erster Platz vergeben
- 2010: Kyuhee Park (Südkorea)[11]
- 2011: David Dyakov (Bulgarien)
- 2012: Borbála Seres (Ungarn)
- 2013: Oman Kaminsky (Mexico)
- 2014: Andrea de Vitis (Italien)[12]
- 2015: Hedvika Svendova (Tschechien)[12]
- 2016: Antoine Morinière (Frankreich)[12]
- 2017: You Wu (China)[6]
- 2018: Cyprien N´tsai (Frankreich)[12]
- 2019: Campbell Diamond (Australien)[12]
- 2020: Marco Piperno (Italien)[12]
- 2021: kein erster Platz vergeben
- 2022: Cassie Martin (Frankreich)[12]
- 2023: Ema Kapor (Serbien)[12]
- 2024: Andrzey Grygier (Polen)[12]

Bis 2000 wurde auch ein Gitarrenwettbewerb für Kinder veranstaltet. Die Preisträger waren:
- 1998: Reinhard Glätzle (Österreich)
- 1999: Melanie Hosp (Österreich)
- 2000: Mak Grgic (Slowenien)

Preisträger des Jugendwettbewerbs:
- 1998: Angelika Melk (Österreich)
- 2000: Agnes Chruszynski (Polen)
- 2001: Oleg Dergilev (Russland)
- 2002: Su Meng (China)
- 2003: Eliska Balabanova (Tschechien)
- 2004: Anastasiya Bredis (Russland)
- 2005: Sanel Redzic (Bosnien-Herzegowina)
- 2006: Adam Woch (Polen)
- 2007: Vilmos Haraszti (Ungarn)
- 2008: Samuel Toro Perez (Österreich)
- 2010: Tengyue Zhang (China)
- 2011: Zsombor Sidoo (Ungarn)
- 2012: Hedvika Svendová (Tschechien)
- 2013: Jeseok Bang (Südkorea)
- 2014: Alecu Ciapi (Rumänien)[12]
- 2015: Nadia Jankovic (Montenegro)[12]
- 2016: Mislav Pečnik (Kroatien)[12]
- 2017: Jagoda Swidzinska (Polen)
- 2018: Filippos Manoloudis (Griechenland) & Urbaan Reiter (Slowenien)[12]